# Borçka
Borçka ist eine Stadt in der Provinz Artvin im Nordosten der Türkei. Die Stadt beherbergt etwa 51 Prozent der Landkreisbevölkerung. 

## Lage und Struktur
Borçka liegt etwa 32 Kilometer nordöstlich der Provinzhauptstadt und etwa 35 Kilometer östlich der Schwarzmeer-Küstenstadt Hopa. 1,5 Kilometer südlich der Stadt befindet sich am Çoruh-Fluss die Borçka-Talsperre. Durch das Flusstal führt die Schnellstraße von Hopa nach Artvin, eine Nebenstraße zweigt in südwestlicher Richtung nach Murgul ins Ostpontische Gebirge ab. 
Der Landkreis liegt im Norden der Provinz und grenzt im Norden an die autonome georgische Republik Adscharien. Intern wird er von nahezu allen Kreisen (bis auf Yusufeli) der Provinz begrenzt. Die Bevölkerungsdichte liegt über dem Provinzdurchschnitt, der Anteil der ländlichen Bevölkerung beträgt etwa 49 Prozent. Sie leben in den 38 Dörfern (Köy, von durchschnittlich 279 Menschen pro Dorf bewohnt). Das größte Dorf ist Demirciler (756 Einw.).

## Geschichte und Stadtbild
Vor 1364 gehörte Borçka vorübergehend zum Kaiserreich Trapezunt. Quellen aus dieser Zeit erwähnen vermutlich diesen Ort unter dem Namen Bourzo. Aus dem 19. Jahrhundert blieb eine Flussbrücke erhalten. 
Die mehrstöckigen uniformen Wohnblocks der Kleinstadt zu beiden Seiten des Çoruh wurden fast alle nach den 1970er Jahren errichtet. Die älteren, zu ihrer Zeit ungewöhnlich großen, traditionellen Holzhäuser sind aus dem Ortsbild verschwunden. Das Geschäftszentrum mit der Bushaltestelle liegt auf der westlichen Seite des Flusstals, das von steilen, bewaldeten Hügeln begrenzt wird. Drei Brücken im Bereich des Ortes führen über den Fluss. Unmittelbar flussaufwärts der Stadt wird der Çoruh zur Stromerzeugung aufgestaut.
Reste einer kleinen mittelalterlichen Festung sind am Westufer des Çoruh zu sehen. Die Umfassungsmauern umschlossen eine etwa kreisrunde Fläche mit 30 Metern Durchmesser. An der Ostseite bildete die halbrunde Apsis einer Kapelle einen Teil der Burgmauer.

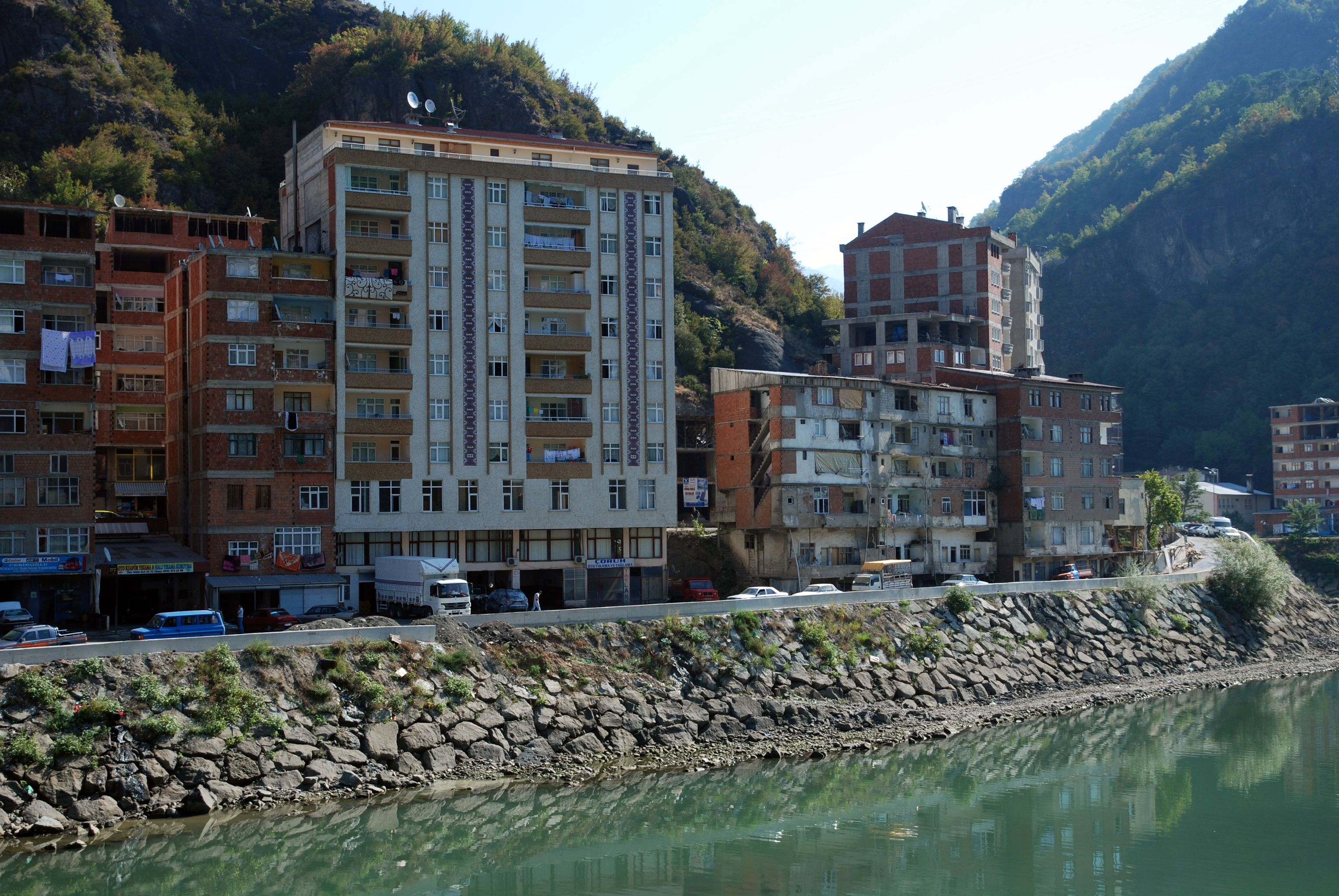
Wohngebiet am Ostufer des Çoruh

## Söhne und Töchter der Stadt
- Davut Dursun (* 1953), Vorsitzender der RTÜK
- Hakan Canbazoğlu (* 1987), türkischer Fußballspieler
- Hamza Gezmiş (* 1979), türkischer Fußballspieler
- Ahmet Kesim (* 1990), türkischer Fußballspieler
- Şener Özbayraklı (* 1990), türkischer Fußballspieler